# Her Mother's Sins
Her Mother's Sins (o Her Mother's Love) è un cortometraggio muto del 1911. Il nome del regista non viene riportato nei credit.

## Produzione
Il film venne prodotto dalla Reliance Film Company

## Distribuzione
Distribuito dalla Motion Picture Distributors and Sales Company, il film - un cortometraggio di una bobina - uscì nelle sale cinematografiche USA il 15 aprile 1911.